# Organización territorial de Afganistán
Afganistán es un estado unitario que se subdivide en tres niveles: 34 provincias (velayat), 398 distritos (wuleswali o shahrestān) y subdistritos.

## Divisiones administrativas

### Provincias

Mapa de las provincias de Afganistán.

Las divisiones de primera categoría son las provincias. Afganistán tiene un total de 34 provincias (o velayats) y cada provincia tiene su propio centro administrativo y administración provincial. La administración de la capital, Kabul, así como el alcalde, son nombrados por el presidente de Afganistán.

### Distritos

Afganistán dividido en provincias y distritos.

Las provincias se dividen a su vez en unos 398 distritos más pequeños, cada uno de los cuales cubre una ciudad con los pueblos de los alrededores. Cada distrito tiene su propio gobernador de distrito.
El número de distritos en Afganistán fluctúa de acuerdo con la expansión o fusión de estos. En 1979, había 325 distritos, que posteriormente se expandieron a 329. En 2004, hubo una reorganización masiva que cambió el número de distritos a 397. En junio de 2005, el Ministerio del Interior informó un total de 398 distritos en Afganistán.

### Subdistritos
El nivel más bajo de gobierno son los subdistritos. Incluyen la autoridad sobre alguna parte de la ciudad o aldea. Hay varios miles de ellos.